# Greater Western Sydney Football Club
El 'Greater Western Sydney Giants és un club de futbol australià de Sydney occidental. El club competeix a l'Australian Football League (AFL). El club també té un equip a l'AFL Women's (AFLW) i a la Victorian Football League (VFL).
El club juga els seus partits tant a Sydney com a Canberra.